# 2018年の文学
2018年の文学（2018ねんのぶんがく）では、2018年（平成30年）の文学に関する出来事について記述する。
2017年の文学 - 2018年の文学 - 2019年の文学

## できごと
- 1月16日 - 第158回芥川龍之介賞・直木三十五賞（2017年下半期）の選考委員会開催。芥川賞に石井遊佳『百年泥（ひゃくねんどろ）』と若竹千佐子『おらおらでひとりいぐも』、直木賞に門井慶喜『銀河鉄道の父』[1]。
- 4月10日  - 第15回本屋大賞に辻村深月『かがみの孤城』[2]。
- 5月4日 - ノーベル文学賞の2018年の受賞者の発表見送りが発表される[3]。
- 7月18日 - 第159回芥川龍之介賞・直木三十五賞（2017年下半期）の選考委員会開催。芥川賞に高橋弘希『送り火』、直木賞に島本理生『ファーストラヴ』[4]。

## 受賞

### 日本国内
- 第158回（2017年下半期）芥川賞・直木賞（1月）
  - 芥川賞 - 石井遊佳『百年泥（ひゃくねんどろ）』（新潮11月号）、若竹千佐子『おらおらでひとりいぐも』（文芸冬号）
  - 直木賞 - 門井慶喜『銀河鉄道の父』（講談社）
- 第159回（2018年上半期）芥川賞・直木賞（7月）
  - 芥川賞 - 高橋弘希『送り火』（文学界5月号）
  - 直木賞 - 島本理生『ファーストラヴ』（文芸春秋 ）
- 谷崎潤一郎賞（第54回） - 星野智幸『焰』
- 第15回本屋大賞（第15回）（4月10日） - 辻村深月『かがみの孤城』（ポプラ社）[5]

### 日本国外
- ノーベル文学賞 - 受賞者の発表見送り[3]
- ブッカー賞 -  アンナ・バーンズ 『Milkman』
- フランツ・カフカ賞 -  イヴァン・ヴェルニッシュ
- ジェイムズ・テイト・ブラック記念賞（2017年度） -  イリー・ウィリアムズ 『Attrib. and other stories』

## 死去

### 1月 - 3月
- 1月1日 - 小野寺健、神奈川県出身の英文学者、翻訳家。86歳没。
- 1月4日 - アハロン・アッペルフェルド、ルーマニア出身のイスラエルの作家。85歳没[6]。
- 1月7日 - たかしよいち、熊本県出身の児童文学作家。89歳没[7]。
- 1月7日 - 森山京、東京府出身の童話作家。88歳没。
- 1月15日 - 井家上隆幸、岡山県出身の文芸評論家。84歳没。

### 4月 - 6月
- 4月2日 - 金賛汀、京都府出身の在日二世のノンフィクション作家。81歳没。
- 4月22日 - 兼清正徳、山口県出身の国文学者。103歳没。
- 5月2日 - 加古里子、福井県出身の絵本作家。92歳没[8]。
- 5月8日 - 大島かおり、東京都出身の翻訳家。86歳没。
- 5月9日 - 村井志摩子、広島県出身の劇作家・演出家。89歳没。
- 5月25日 - 河島英昭、東京府出身のイタリア文学者。84歳没。
- 5月27日 - ガードナー・ドゾワ、米国のSF作家。70歳没。
- 6月27日 - ハーラン・エリスン、米国のSF作家・脚本家。84歳没。

### 7月 - 9月
- 7月13日 - 三木正之、大阪府出身のドイツ文学者。91歳没。
- 7月17日 - ヒュー・ホワイトモア、イギリスの劇作家・脚本家。82歳没。
- 7月18日 - 凌力、中華人民共和国の小説家。76歳没。
- 7月23日 - 崔仁勲、韓国の小説家。82歳没。
- 8月3日 - 渡辺義愛、富山県出身のフランス文学者。91歳没。
- 8月18日 - 大塚勇三、旧満州出身の児童文学者・翻訳家。97歳没。
- 8月26日 - ニール・サイモン、米国の劇作家・脚本家。91歳没。
- 9月15日 - 岡本眸、東京府出身の俳人。90歳没。
- 9月17日 - 堀和久、福岡県出身の作家。87歳没。

### 10月 - 12月
- 10月2日 - ジャマル・カショギ、サウジアラビアのジャーナリスト・作家。59歳没。
- 10月18日 - 長部日出雄、青森県出身の小説家。84歳没。
- 11月9日 - 森比左志、神奈川県出身の児童文学作家。101歳没。
- 11月12日 - 天野健太郎、愛知県出身の台湾文学翻訳家。47歳没。
- 12月12日 - ヴィルヘルム・ゲナツィーノ、ドイツの作家。75歳没。
- 12月15日 - 三輪秀彦、愛知県出身のフランス文学者。88歳没。
- 12月28日 - アモス・オズ、イスラエルの作家。79歳没。